# Hans-Joachim Fischer (General)
Hans-Joachim Fischer (* 4. Oktober 1950 in Ramsen) ist ein deutscher Brigadegeneral außer Dienst des Heeres der Bundeswehr.

## Leben
Fischer trat 1971 als Grundwehrdienstleistender in die Artillerietruppe ein. Später absolvierte er die Offizierausbildung in der Nachschubtruppe. Von 1973 bis 1977 studierte er in Darmstadt, das er als Diplom-Betriebswirt abschloss. Anschließend war er Beobachtungsoffizier und Batteriechef im Panzerartilleriebataillon 225 in Füssen.
Von 1983 bis 1985 absolvierte Fischer den 26. Generalstabslehrgang Heer an der Führungsakademie der Bundeswehr in Hamburg, wo er zum Offizier im Generalstabsdienst ausgebildet wurde. Danach wurde er Generalstabsoffizier für Logistik der Panzergrenadierbrigade 22 in Murnau am Staffelsee und war Stabsoffizier für Militärisches Nachrichtenwesen im Supreme Headquarters Allied Powers Europe der NATO in Mons in Belgien. Von 1990 bis 1992 war er Bataillonskommandeur des Panzerartilleriebataillons 335 in Dedelstorf und hatte anschließend Verwendungen im Bundesministerium der Verteidigung als Referent im Führungsstab der Streitkräfte (Fü S) I 7, als Stabsoffizier beim Leiter des Planungsstabes und als Chef des Stabes des Fü S. Von 2000 bis 2001 war er International Fellow am United States Army War College in Carlisle, wo er den Abschluss Master of Strategic Studies erwarb.
Von 2001 bis 2003 war Fischer Brigadekommandeur der Logistikbrigade 2 in Germersheim, 2003 Assistent Chief of Staff J 3/5/7/9 des JHQ North in Stavanger in Norwegen und nach dessen Umwandlung zum Joint Warfare Centre von Oktober 2003 bis 2005 dessen Deputy Chief of Staff. Ab Juli 2005 war er Leiter des Logistikzentrums des Heeres in der Ahrtal-Kaserne in Bad Neuenahr-Ahrweiler, das später als Abteilung V in das Heeresamt eingegliedert wurde. 2008 wurde er als Stabsabteilungsleiter II ins Bundesministerium der Verteidigung versetzt.
Fischer ist katholisch, verheiratet und hat zwei Töchter. Er wohnt in Bad Neuenahr-Ahrweiler.